# イルハム・ムミンジャノフ
イルハム・ムミンジャノフ (ラテン文字:Ilhom Mo'minjonov, Ilkhom Muminjonov, Ilhom Muminjanov、ウズベク語: Илҳом Мўминжонов、1979年1月21日 - ) は、ウズベキスタン・タシュケント出身の元プロサッカー選手、サッカー指導者である。現役時代のポジションはFW。

## 選手

### クラブ
ムミンジャノフは2004年、ウズベキスタン・カップの決勝戦でパフタコールと戦った際に後半から出場、2-3で敗れ準優勝に終わった。2007年、ムミンジャノフは21ゴールを挙げてウズベク・リーグ得点王となった。その内訳はロコモティフ・タシュケント所属時に5ゴール、途中で移籍したクルフチ (現ブニョドコル) で挙げたゴール数が16だった。ムミンジャノフはウズベク・リーグとウズベキスタン・カップの試合で102ゴールを挙げ、ゲンナディー・クラスニツキー・クラブの会員となった。

### ウズベキスタン代表
ムミンジャノフはサッカーウズベキスタン代表に2001年から2007年まで招集され、3試合に出場した。所属していたトラクトル・タシュケントで18ゴールを挙げた2001年に2試合出場したが、次に呼ばれたのは2007年だった。2007年に1試合出場した後は代表からは遠ざかった。

## 監督
ムミンジャノフは2009年に引退し、現在はFCブニョドコルの下部組織で指導していた。2011年、ムミンジャノフはウズベク・リーグ2部に所属するタシュケントのクラブNBUアシヤのコーチに就任した。
2012年7月24日、ムミンジャノフはNBUアシヤを離れ、FCパフタコール-2・チランザール (FCパフタコール・タシュケントの下部組織) のヘッドコーチに就任した。

## 獲得タイトル

### クラブ
- ウズベク・リーグ 準優勝: 2007

### 個人タイトル
- ウズベク・リーグ得点王: 2007 (21ゴール)